# Associazione Calcio Verona 1936-1937
Questa voce raccoglie le informazioni riguardanti l'Associazione Calcio Verona nelle competizioni ufficiali della stagione 1936-1937.

## Stagione
La stagione 1936-1937 rappresenta per il Verona l'ottava stagione nella seconda serie nazionale.

## Rosa
| N. |                   | Ruolo | Calciatore          |
| -- | ----------------- | ----- | ------------------- |
|    | Italia (bandiera) | P     | Guerrino Ferrarese  |
|    | Italia (bandiera) | P     | Egidio Micheloni    |
|    | Italia (bandiera) | D     | Luigi Bernardi      |
|    | Italia (bandiera) | D     | Giovanni Felini     |
|    | Italia (bandiera) | D     | Pio Goretta         |
|    | Italia (bandiera) | D     | Antonio Nogara      |
|    | Italia (bandiera) | D     | Leandro Remondini   |
|    | Italia (bandiera) | C     | Angelo Faggiotto    |
|    | Italia (bandiera) | C     | Umberto Luigi Festi |
|    | Italia (bandiera) | C     | Lino Grandis        |
|    | Italia (bandiera) | C     | Luigi Rognini       |

| N. |                   | Ruolo | Calciatore        |
| -- | ----------------- | ----- | ----------------- |
|    | Italia (bandiera) | C     | Umberto Romanini  |
|    | Italia (bandiera) | C     | Carlo Sabadini    |
|    | Italia (bandiera) | C     | Luigi Sabaini     |
|    | Italia (bandiera) | C     | Emilio Zamperini  |
|    | Italia (bandiera) | A     | Mario Andreis     |
|    | Italia (bandiera) | A     | Giuseppe Antonini |
|    | Italia (bandiera) | A     | Lino Begnini      |
|    | Italia (bandiera) | A     | Carlo Bianchi     |
|    | Italia (bandiera) | A     | Giovanni Bianchi  |
|    | Italia (bandiera) | A     | Sante Stella      |

## Risultati

### Serie B

#### Girone di andata
| Catania 13 settembre 1936 1ª giornata | Catania | 1 – 1 | Verona | Campo di piazza Esposizione |

| Messina 20 settembre 1936 2ª giornata | Messina | 2 – 1 | Verona | Stadio Gazzi |

| Arbitro: | Caironi (Milano) |

|                                     |           |               |
| Remondini 28’, 38’ Bianchi 33’, 72’ | Marcatori | 25’ Gibertoni |

| Verona 14 dicembre 1936 4ª giornata | Verona | 0 – 0 | Aquila | Stadio Comunale Bentegodi |

| Pisa 11 ottobre 1936 5ª giornata | Pisa | 2 – 0 | Verona | Campo del Littorio |

| Arbitro: | Bartolini (Pisa) |

|                      |           |               |
| Remondini 40’ (rig.) | Marcatori | 6’ Schiavetta |

| Bergamo 1 novembre 1936 7ª giornata | Atalanta | 0 – 0 | Verona | Stadio Mario Brumana |

| Arbitro: | Pizziolo (Firenze) |

|                           |           |            |
| Sabbadini 11’ Begnini 58’ | Marcatori | 51’ Vitali |

| Venezia 22 novembre 1936 9ª giornata | Venezia         | 0 – 0 referto | Verona | Stadio Pierluigi Penzo\| Arbitro: \| Gondola (Fiume) \| |
| Arbitro:                             | Gondola (Fiume) |               |        |                                                         |

| Verona 29 novembre 1936 10ª giornata                        | Verona    | 1 – 1 referto | Catanzarese | Stadio Comunale Bentegodi |
| \| \| \| \| \| Antonini 38’ \| Marcatori \| 69’ Guasconi \| |           |               |             |                           |
|                                                             |           |               |             |                           |
| Antonini 38’                                                | Marcatori | 69’ Guasconi  |             |                           |

| Arbitro: | Gamba (Napoli) |

|                                                               |           |  |
| Arcari IV 1’, 16’, 36’, 53’ Montanari 56’ Costanzo 76’ (rig.) | Marcatori |  |

| Arbitro: | Moretti (Genova) |

|          |           |            |
| Romanini | Marcatori | 28’ Boltri |

| Arbitro: | Bettucchi |

|                              |           |             |
| Bianchi II 13’ Bianchi I 73’ | Marcatori | 60’ Morelli |

| Arbitro: | Sorbi (Firenze) |

|                    |           |               |
| Bermone 29’ (rig.) | Marcatori | 82’ Bianchi I |

| Verona 10 gennaio 1937 15ª giornata                                      | Verona    | 2 – 1 referto | Palermo | Stadio Comunale Bentegodi |
| \| \| \| \| \| Remondini 21’ Antonini 85’ \| Marcatori \| 73’ Tortora \| |           |               |         |                           |
|                                                                          |           |               |         |                           |
| Remondini 21’ Antonini 85’                                               | Marcatori | 73’ Tortora   |         |                           |

#### Girone di ritorno
| Arbitro: | Mauri (Como) |

|                              |           |  |
| Remondini 46’ Bianchi II 76’ | Marcatori |  |

| Verona 24 gennaio 1937 17ª giornata | Verona | 2 – 0 | Messina | Stadio Comunale Bentegodi |

| Cremona 31 gennaio 1937 18ª giornata                           | Cremonese | 2 – 1 referto | Verona | Stadio Giovanni Zini |
| \| \| \| \| \| Del Grosso Bertolo \| Marcatori \| Remondini \| |           |               |        |                      |
|                                                                |           |               |        |                      |
| Del Grosso Bertolo                                             | Marcatori | Remondini     |        |                      |

| L'Aquila 7 febbraio 1937 19ª giornata | Aquila | 2 – 1 | Verona |  |

| Arbitro: | Galeati (Bologna) |

|                                               |           |                      |
| Bianchi I 15’ Andreis 36’ Bianchi II 68’, 79’ | Marcatori | 3’ Rizzo 69’ Pomponi |

| Arbitro: | Soliani (Genova) |

|                       |           |  |
| Dusi 85’ Reggiani 87’ | Marcatori |  |

| Verona 28 febbraio 1937 22ª giornata | Verona             | 0 – 0 referto | Atalanta | Stadio Comunale Bentegodi\| Arbitro: \| Pizziolo (Firenze) \| |
| Arbitro:                             | Pizziolo (Firenze) |               |          |                                                               |

| Arbitro: | Pirovano (Monza) |

|        |           |            |
| Zironi | Marcatori | Bianchi II |

| Arbitro: | Curradi (Firenze) |

|                  |           |         |
| Antonini Andreis | Marcatori | Dalfini |

| Catanzaro 28 marzo 1937 25ª giornata | Catanzarese | 3 – 2 | Verona |  |

| Verona 4 aprile 1937 26ª giornata | Verona | 0 – 0 referto | Livorno | Stadio Comunale Bentegodi |

| Arbitro: | Pirovano (Monza) |

|                          |           |                  |
| Alberico Cornara Ramella | Marcatori | ?’, ?’ Remondini |

| Arbitro: | Rosso (Torino) |

|        |           |  |
| Pacini | Marcatori |  |

| Verona 9 maggio 1937 29ª giornata | Verona        | 0 – 0 referto | Spezia | Stadio Comunale Bentegodi\| Arbitro: \| Casati (Como) \| |
| Arbitro:                          | Casati (Como) |               |        |                                                          |

| Palermo 16 maggio 1937 30ª giornata | Palermo           | 0 – 0 referto | Verona | \| Arbitro: \| Galeati (Bologna) \| |
| Arbitro:                            | Galeati (Bologna) |               |        |                                     |

### Coppa Italia
| Arbitro: | Cardinali (Milano) |

|                         |           |       |
| Stella ?’, ?’ Remondini | Marcatori | Orzan |

| Sanremo 6 gennaio 1937 Sedicesimi di finale | Sanremese | 2 – 0 | Verona |  |

## Statistiche

### Statistiche di squadra
| Competizione | Punti | In casa | In casa | In casa | In casa | In casa | In casa | In trasferta | In trasferta | In trasferta | In trasferta | In trasferta | In trasferta | Totale | Totale | Totale | Totale | Totale | Totale | DR |
| Competizione | Punti | G       | V       | N       | P       | Gf      | Gs      | G            | V            | N            | P            | Gf           | Gs           | G      | V      | N      | P      | Gf     | Gs     | DR |
| ------------ | ----- | ------- | ------- | ------- | ------- | ------- | ------- | ------------ | ------------ | ------------ | ------------ | ------------ | ------------ | ------ | ------ | ------ | ------ | ------ | ------ | -- |
| Serie B      | 29    | 15      | 7       | 8       | 0       | 21      | 9       | 15           | 1            | 5            | 9            | 12           | 27           | 30     | 8      | 13     | 9      | 33     | 36     | -3 |
| Coppa Italia |       | 1       | 1       | 0       | 0       | 3       | 1       | 1            | 0            | 0            | 1            | 0            | 2            | 2      | 1      | 0      | 1      | 3      | 3      | 0  |
| Totale       |       | 16      | 8       | 8       | 0       | 24      | 10      | 16           | 1            | 5            | 10           | 12           | 29           | 32     | 9      | 13     | 10     | 36     | 39     | -3 |

### Statistiche dei giocatori
| Giocatore    | Serie B  | Serie B | Coppa Italia | Coppa Italia | Totale   | Totale |
| Giocatore    | Presenze | Reti    | Presenze     | Reti         | Presenze | Reti   |
| ------------ | -------- | ------- | ------------ | ------------ | -------- | ------ |
| M. Andreis   | 22       | 3       | 1            | 0            | 23       | 3      |
| G. Antonini  | 30       | 3       | 1            | 0            | 31       | 3      |
| L. Begnini   | 6        | 1       | -            | -            | 6        | 1      |
| L. Bernardi  | 30       | 1       | 2            | 0            | 32       | 1      |
| C. Bianchi   | 22       | 7       | 1            | 0            | 23       | 7      |
| G. Bianchi   | 17       | 3       | 2            | 0            | 19       | 3      |
| A. Faggiotto | 2        | 0       | -            | -            | 2        | 0      |
| G. Felini    | 30       | 0       | 1            | 0            | 31       | 0      |
| G. Ferrarese | 9        | -11     | 1            | -1           | 10       | -12    |
| U. Festi     | 1        | 0       | -            | -            | 1        | 0      |
| P. Goretta   | 27       | 0       | 1            | 0            | 28       | 0      |
| L. Grandis   | 1        | 0       | 1            | 0            | 2        | 0      |
| E. Micheloni | 21       | -25     | 1            | -2           | 22       | -27    |
| A. Nogara    | 3        | 0       | 1            | 0            | 4        | 0      |
| L. Remondini | 26       | 10      | 2            | 1            | 28       | 11     |
| L. Rognini   | 5        | 0       | -            | -            | 5        | 0      |
| U. Romanini  | 17       | 3       | 2            | 0            | 19       | 3      |
| C. Sabadini  | 17       | 1       | -            | -            | 17       | 1      |
| L. Sabaini   | 27       | 0       | 2            | 0            | 29       | 0      |
| S. Stella    | 1        | 0       | 1            | 2            | 2        | 2      |
| E. Zamperini | 16       | 0       | 2            | 0            | 18       | 0      |